# 基米雅·阿里薩德
基米雅·阿里薩德·澤努玆（波斯語：کیمیا علیزاده زنوزي，1998年7月10日—）是一名出生伊朗的女子跆拳道运动员。2016年奥林匹克运动会代表伊朗出戰57公斤级跆拳道比賽並奪得銅牌，為伊朗首位女性奧林匹克運動會獎牌得主。2020年1月，流亡至德國並宣布永久離開伊朗，她說：“我是伊朗數百萬受壓迫婦女中的一員，她們一直被耍多年。”2020年夏季奧運會無意代表伊朗參加，最終以2020年夏季奧林匹克運動會難民代表團身份參與。

## 离开伊朗
在她离开伊朗前的幾個月中，許多伊朗體育名人決定停止代表伊朗或親自離開伊朗。例如伊朗國際足球裁判阿里-礼萨·法加尼於2019年離開伊朗前往澳大利亞。

## 另見
- 穆斯林女性體育